# Wolpersreuth
Wolpersreuth (oberfränkisch: Wolmeasch-reud) ist ein Gemeindeteil des Marktes Mainleus im Landkreis Kulmbach (Oberfranken, Bayern). Wolpersreuth liegt in der Gemarkung Katschenreuth.

## Geografie
Der Weiler liegt auf einer Anhöhe, die im Westen ins Tal des Gerengrabens und im Osten ins Tal des Rinnichgrabens abfällt, beides linke Zuflüsse des Mains, der nördlich von Wolpersreuth vorbeifließt. Eine Anliegerstraße führt die Kreisstraße KU 32 kreuzend nach Neuenreuth (1,4 km südwestlich).

## Geschichte
Der Ort wurde 1283 als „Wolbrantruot“ erstmals urkundlich erwähnt, 1398 erstmals als „Wolpersrewt“. Das Bestimmungswort ist Wolprant, der Personenname des Siedlungsgründers. Das Grundwort Reuth zeigt an, dass das Land durch Rodung gewonnen wurde.
Gegen Ende des 18. Jahrhunderts bestand Wolpersreuth aus 4 Anwesen. Das Hochgericht übte das bayreuthische Stadtvogteiamt Kulmbach aus. Dieses hatte zugleich die Dorf- und Gemeindeherrschaft. Grundherren waren der bambergische Langheimer Amtshof (2 Höfe) und das Seniorat von Künßberg (2 Gütlein).
Von 1797 bis 1810 unterstand der Ort dem Justiz- und Kammeramt Kulmbach. Mit dem Gemeindeedikt wurde Wolpersreuth dem 1811 gebildeten Steuerdistrikt Schwarzach zugewiesen. 1812 erfolgte die Überweisung an den Steuerdistrikt Katschenreuth und der neu gebildeten gleichnamigen Ruralgemeinde. Am 1. April 1955 wurde Wolpersdorf nach Mainleus umgemeindet.

### Einwohnerentwicklung
| Jahr      | 001809 | 001818 | 001861 | 001871 | 001885 | 001900 | 001925 | 001950 | 001961 | 001970 | 001987 |
| Einwohner | 33     | 33     | 41     | 38     | 36     | 39     | 31     | 43     | 23     | 21     | 22     |
| Häuser    |        | 4      |        |        | 6      | 6      | 7      | 5      | 5      |        | 5      |
| Quelle    | [ 11 ] | [ 8 ]  | [ 12 ] | [ 13 ] | [ 14 ] | [ 15 ] | [ 16 ] | [ 17 ] | [ 18 ] | [ 19 ] | [ 1 ]  |

## Religion
Wolpersreuth ist seit der Reformation evangelisch-lutherisch geprägt und war ursprünglich nach St. Johannis (Schwarzach bei Kulmbach) gepfarrt, seit der zweiten Hälfte des 20. Jahrhunderts ist die Pfarrei Mainleus zuständig.